# Наталия Бехтерева
Наталия Петровна Бехтерева (на руски: Ната́лья Петро́вна Бе́хтерева) е руски неврофизиолог. Внучка на Владимир Бехтерев.
Доктор на медицинските науки, професор. Член-кореспондент на Академията на науките на СССР (1970), академик на Медицинската академия на науките на СССР (1975), академик на Академията на науките (1981).
От 1990 е научен ръководител на Центъра „Мозък“ на Академията на науките на СССР, а от 1992 – на Института за мозъка на човека на Руската академия на науките (в Санкт Петербург).

## Съчинения
- Биопотенциалы больших полушарий головного мозга при супратенториальных опухолях. Л., 1960;
- Физиология и патофизиология глубоких структур мозга человека. М.—Л.—Берлин, 1967 (совм. с др.);
- Нейрофизиологические аспекты психической деятельности человека, 2 изд. Л., 1974;
- Мозговые коды психической деятельности. Л., 1977 (совм. с П. В. Бундзеном, Ю. Л. Гоголицыным).
- Устойчивое патологическое состояние при болезнях мозга (1978)
- Здоровый и больной мозг человека (1980, 1988; на испанском языке, 1984)
- Нейрофизиологические механизмы мышления (1985)
- Per aspera… (1990)
- Электрическая стимуляция мозга и нервов у человека (1990)
- О мозге человека (1994)
- О мозге человека. XX век и его последняя декада в науке о мозге человека (1997)
- Магия мозга и лабиринты жизни. М. 1999.